# موش گولد
موش گولد (نام علمی: Pseudomys gouldii) نام یک گونه منقرض‌شده از تیره موشان است.